# Sérgio Sette Câmara
Sérgio Sette Câmara (teljes nevén  Sérgio Sette Câmara Filho) (Belo Horizonte, 1998. május 23. –) brazil autóversenyző, a Formula–E-ben az ERT Formula E Team versenyzője.

## Eredményei

### Karrier összefoglaló
| Szezon  | Bajnokság                     | Csapat                       | Verseny                  | Győzelem                 | Pole                     | Leggyorsabb kör          | Dobogós helyezés         | Pont                     | Helyezés                 |
| ------- | ----------------------------- | ---------------------------- | ------------------------ | ------------------------ | ------------------------ | ------------------------ | ------------------------ | ------------------------ | ------------------------ |
| 2014    | Brazil Formula–3-as bajnokság | Cesário F3                   | 10                       | 0                        | 1                        | 2                        | 3                        | 45                       | 7.                       |
| 2014    | Formula–3 Európa-bajnokság    | EuroInternational            | 3                        | 0                        | 0                        | 0                        | 0                        | 0                        | HN‡                      |
| 2015    | Formula–3 Európa-bajnokság    | Motopark                     | 33                       | 0                        | 0                        | 0                        | 2                        | 57,5                     | 14.                      |
| 2015    | Masters of Formula–3          | Motopark                     | 1                        | 0                        | 0                        | 0                        | 1                        | —                        | 3.                       |
| 2015    | Makaói nagydíj                | Motopark                     | 1                        | 0                        | 0                        | 1                        | 0                        | —                        | 22.                      |
| 2015    | Toyota Racing Series          | Giles Motorsport             | 7                        | 0                        | 0                        | 0                        | 0                        | 199                      | 20.                      |
| 2016    | Formula–3 Európa-bajnokság    | Motopark                     | 30                       | 0                        | 0                        | 1                        | 2                        | 117                      | 11.                      |
| 2016    | Masters of Formula–3          | Motopark                     | 1                        | 0                        | 0                        | 0                        | 1                        | —                        | 3.                       |
| 2016    | Makaói nagydíj                | Carlin                       | 1                        | 0                        | 0                        | 0                        | 1                        | —                        | 3.                       |
| 2016    | Formula–1                     | Scuderia Toro Rosso          | Tesztpilóta              | Tesztpilóta              | Tesztpilóta              | Tesztpilóta              | Tesztpilóta              | Tesztpilóta              | Tesztpilóta              |
| 2017    | Formula–2                     | MP Motorsport                | 22                       | 1                        | 0                        | 0                        | 2                        | 47                       | 12.                      |
| 2017    | Makaói nagydíj                | Motopark                     | 1                        | 0                        | 0                        | 0                        | 0                        | —                        | 13.                      |
| 2018    | Formula–2                     | Carlin                       | 22                       | 0                        | 1                        | 1                        | 8                        | 164                      | 6.                       |
| 2019    | Formula–2                     | DAMS                         | 22                       | 2                        | 2                        | 3                        | 8                        | 204                      | 4.                       |
| 2019    | Formula–1                     | McLaren                      | Teszt- és tartalékpilóta | Teszt- és tartalékpilóta | Teszt- és tartalékpilóta | Teszt- és tartalékpilóta | Teszt- és tartalékpilóta | Teszt- és tartalékpilóta | Teszt- és tartalékpilóta |
| 2019–20 | Formula–E                     | Dragon Racing                | 6                        | 0                        | 0                        | 0                        | 0                        | 0                        | 27.                      |
| 2020    | Super Formula                 | B-MAX Racing Motopark        | 1                        | 0                        | 1                        | 0                        | 0                        | 3                        | 20.                      |
| 2020    | Formula–1                     | Aston Martin Red Bull Racing | Tesztpilóta              | Tesztpilóta              | Tesztpilóta              | Tesztpilóta              | Tesztpilóta              | Tesztpilóta              | Tesztpilóta              |
| 2020    | Formula–1                     | Scuderia AlphaTauri          | Tesztpilóta              | Tesztpilóta              | Tesztpilóta              | Tesztpilóta              | Tesztpilóta              | Tesztpilóta              | Tesztpilóta              |
| 2020–21 | Formula–E                     | Dragon / Penske Autosport    | 15                       | 0                        | 0                        | 0                        | 0                        | 16                       | 22.                      |
| 2021–22 | Formula–E                     | Dragon / Penske Autosport    | 15                       | 0                        | 0                        | 0                        | 0                        | 2                        | 20.                      |
| 2022–23 | Formula–E                     | NIO 333 Racing               | 15                       | 0                        | 0                        | 0                        | 0                        | 14                       | 20.                      |
| 2023–24 | Formula–E                     | ERT Formula E Team           | 15                       | 0                        | 0                        | 0                        | 0                        | 11                       | 20.                      |

* A szezon jelenleg is zajlik.
‡ Mivel Sette Câmara vendégpilóta volt, ezért nem részesült bajnoki pontokban.

### Teljes Formula–3 Európa-bajnokság eredménysorozata
(Táblázat értelmezése)

(Félkövér: pole-pozícióból indult; dőlt: leggyorsabb kört futott) 

| Év   | Csapat            | 1        | 2        | 3        | 4        | 5        | 6        | 7        | 8        | 9        | 10       | 11       | 12       | 13       | 14       | 15       | 16       | 17       | 18       | 19       | 20       | 21       | 22       | 23       | 24      | 25       | 26       | 27       | 28       | 29       | 30       | 31       | 32      | 33       | Helyezés | Pont |
| ---- | ----------------- | -------- | -------- | -------- | -------- | -------- | -------- | -------- | -------- | -------- | -------- | -------- | -------- | -------- | -------- | -------- | -------- | -------- | -------- | -------- | -------- | -------- | -------- | -------- | ------- | -------- | -------- | -------- | -------- | -------- | -------- | -------- | ------- | -------- | -------- | ---- |
| 2014 | EuroInternational | SIL 1    | SIL 2    | SIL 3    | HOC 1    | HOC 2    | HOC 3    | PAU 1    | PAU 2    | PAU 3    | HUN 1    | HUN 2    | HUN 3    | SPA 1    | SPA 2    | SPA 3    | NOR 1    | NOR 2    | NOR 3    | MSC 1    | MSC 2    | MSC 3    | RBR 1    | RBR 2    | RBR 3   | NÜR 1    | NÜR 2    | NÜR 3    | IMO 1 14 | IMO 2 20 | IMO 3 21 | HOC 1    | HOC 2   | HOC 3    | 33.      | 0    |
| 2015 | Motopark          | SIL 1 17 | SIL 2 Ki | SIL 3 20 | HOC 1 17 | HOC 2 25 | HOC 3 27 | PAU 1 14 | PAU 2 20 | PAU 3 11 | MNZ 1 Ki | MNZ 2 11 | MNZ 3 22 | SPA 1 16 | SPA 2 3  | SPA 3 22 | NOR 1 15 | NOR 2 23 | NOR 3 19 | ZAN 1 Ki | ZAN 2 6  | ZAN 3 7  | RBR 1 9  | RBR 2 19 | RBR 3   | ALG 1 11 | ALG 2 13 | ALG 3 5  | NÜR 1 11 | NÜR 2 21 | NÜR 3 9  | HOC 1 11 | HOC 2 7 | HOC 3 11 | 14.      | 57,5 |
| 2016 | Motopark          | LEC 1 16 | LEC 2 5  | LEC 3 19 | HUN 1 7  | HUN 2 5  | HUN 3 5  | PAU 1 8  | PAU 2    | PAU 3 Ki | RBR 1 12 | RBR 2 8  | RBR 3 4  | NOR 1 Ki | NOR 2 Ki | NOR 3    | ZAN 1 11 | ZAN 2 17 | ZAN 3 15 | SPA 1 15 | SPA 2 Ki | SPA 3 15 | NÜR 1 11 | NÜR 2 8  | NÜR 3 8 | IMO 1 Ki | IMO 2 15 | IMO 3 11 | HOC 1 5  | HOC 2 14 | HOC 3 6  |          |         |          | 11.      | 117  |

† A versenyt nem fejezte be, de helyezését értékelték, mert a versenytáv több, mint 90%-át teljesítette.

### Teljes FIA Formula–2-es eredménysorozata
(Táblázat értelmezése)

(Félkövér: pole-pozícióból indult; dőlt: leggyorsabb kört futott) 

| Év   | Csapat        | 1          | 2          | 3          | 4           | 5          | 6          | 7           | 8           | 9          | 10         | 11         | 12         | 13         | 14         | 15        | 16        | 17        | 18        | 19         | 20         | 21        | 22        | 23         | 24         | Helyezés | Pont |
| ---- | ------------- | ---------- | ---------- | ---------- | ----------- | ---------- | ---------- | ----------- | ----------- | ---------- | ---------- | ---------- | ---------- | ---------- | ---------- | --------- | --------- | --------- | --------- | ---------- | ---------- | --------- | --------- | ---------- | ---------- | -------- | ---- |
| 2017 | MP Motorsport | BHR FEA 13 | BHR SPR 18 | ESP FEA 14 | ESP SPR 15  | MON FEA Ki | MON SPR 14 | AZE SPR 13  | AZE SPR 9   | AUT FEA 16 | AUT SPR 10 | GBR FEA 13 | GBR SPR 15 | HUN FEA 16 | HUN SPR 13 | BEL FEA 6 | BEL SPR 1 | ITA FEA 6 | ITA SPR 2 | JER FEA 10 | JER SPR 14 | UAE FEA 9 | UAE SPR 8 |            |            | 12.      | 47   |
| 2018 | Carlin        | BHR FEA 2  | BHR SPR 3  | AZE FEA 4  | AZE SPR Kiz | ESP FEA 7  | ESP SPR Ki | MON FEA Sér | MON SPR Sér | FRA FEA 2  | FRA SPR 6  | AUT FEA 6  | AUT SPR 3  | GBR FEA Ki | GBR SPR 18 | HUN FEA 7 | HUN SPR 3 | BEL FEA 2 | BEL SPR 9 | ITA FEA 7  | ITA SPR 3  | RUS FEA 5 | RUS SPR 2 | UAE FEA 16 | UAE FEA 10 | 6.       | 164  |
| 2019 | DAMS          | BHR FEA 3  | BHR SPR 2  | AZE FEA Ki | AZE SPR 6   | ESP FEA Hn | ESP SPR 17 | MON FEA 3   | MON SPR 6   | FRA FEA 2  | FRA SPR 5  | AUT FEA 5  | AUT SPR 1  | GBR FEA 4  | GBR SPR 17 | HUN FEA 5 | HUN SPR 3 | BEL FEA T | BEL SPR T | ITA FEA 5  | ITA SPR Ki | RUS FEA 5 | RUS SPR 6 | UAE FEA 1  | UAE SPR 3  | 4.       | 204  |

### Teljes Formula–E eredménylistája
| Év      | Csapat                    | 1      | 2      | 3      | 4       | 5      | 6       | 7      | 8      | 9      | 10     | 11     | 12     | 13     | 14     | 15      | 16     | Helyezés | Pont |
| ------- | ------------------------- | ------ | ------ | ------ | ------- | ------ | ------- | ------ | ------ | ------ | ------ | ------ | ------ | ------ | ------ | ------- | ------ | -------- | ---- |
| 2019–20 | Geox Dragon               | ADR    | ADR    | SAN    | MEX     | MAR    | BER Kiz | BER 17 | BER Ki | BER 21 | BER 15 | BER 19 |        |        |        |         |        | 27.      | 0    |
| 2020–21 | Dragon / Penske Autosport | DIR 20 | DIR 4  | ROM 16 | ROM 12  | VAL Ki | VAL 21  | MON 15 | PUE 15 | PUE 16 | NYC 18 | NYC 11 | LON 17 | LON 8  | BER 18 | BER 18  |        | 22.      | 16   |
| 2021–22 | Dragon / Penske Autosport | DIR 15 | DIR 17 | MEX 20 | ROM 15  | ROM 12 | MON 13  | BER 17 | BER 19 | JAK 19 | MAR 20 | NYC Ni | NYC 18 | LON Hn | LON 9  | SEO 12  | SEO 13 | 20.      | 2    |
| 2022–23 | NIO 333 Racing            | MEX 16 | DRH 15 | DRH 17 | HAI 5   | FOK 12 | SAP 16  | BER 16 | BER 15 | MON 14 | JAK 17 | JAK Ni | POR 16 | ROM 8  | ROM Ki | LON Kiz | LON 13 | 20.      | 14   |
| 2023–24 | ERT Formula E Team        | MEX Ni | DIR 9  | DIR 18 | SAP Kiz | TOK 10 | MIS 15  | MIS 6  | MON 19 | BER 16 | BER 13 | SHA 13 | SHA 18 | POR 14 | POR 14 | LON 12  | LON 11 | 20.      | 11   |

* A szezon jelenleg is zajlik.
† A versenyző nem fejezte be a futamot, de helyezését értékelték, mert a táv több, mint 90%-át teljesítette.